# René Thomas (tiratore)
Jean Justin René Thomas (Breux-sur-Avre, 20 agosto 1865 – 20 luglio 1925) è stato un tiratore a segno francese.

## Carriera
Thomas partecipò ai Giochi della II Olimpiade di Parigi del 1900 dove prese parte a cinque diverse gare di carabina. Il suo miglior risultato in quell'Olimpiade fu la medaglia di bronzo ottenuta nella gara di carabina a squadre.

## Palmarès
| Anno | Manifestazione | Sede   | Evento                      | Risultato |
| ---- | -------------- | ------ | --------------------------- | --------- |
| 1900 | Olimpiadi      | Parigi | Carabina militare a squadre | Bronzo    |